# Panca Tunggal (Pulau Besar)
Panca Tunggal is een bestuurslaag in het regentschap Bangka Selatan van de provincie Bangka-Belitung, Indonesië. Panca Tunggal telt 1048 inwoners (volkstelling 2010).